# George Dunton Widener

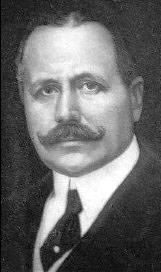
George Widener

George Dunton Widener (* 16. Juni 1861 in Philadelphia, Pennsylvania; † 15. April 1912 im Nordatlantik beim Untergang der Titanic) war ein US-amerikanischer Geschäftsmann, Bankier und Mitglied einer der wohlhabendsten und einflussreichsten Familien Philadelphias.

## Leben
George Widener wurde in Philadelphia als mittlerer von drei Söhnen des wohlhabenden Unternehmers Peter Widener (1834–1915) und dessen Ehefrau Hannah Josephine Dunton (1836–1896) geboren. Der Vater hatte sein Vermögen mit der Investition in das öffentliche Transportwesen gemacht und war ein Gründungsmitglied der Philadelphia Traction Company, deren Unternehmungen sich auch auf andere Großstädte in den USA ausweiteten. Nachdem Wideners älterer Bruder Harry jung verstorben war, war er der Haupterbe eines der größten Vermögen Philadelphias. Die Familie gehörte der Oberschicht der Stadt an und war gesellschaftlich sehr angesehen. Sein jüngerer Bruder Joseph Widener war einer der Gründer der National Gallery of Art in Washington, D.C.
George Widener machte sich aber seinen eigenen Namen. Er stieg in das Geschäft seines Vaters ein und übernahm schließlich die Führung der Philadelphia Traction Company. Er überwachte in dieser Funktion unter anderem die Entwicklung elektrisch betriebener Straßenbahnen. Zudem war er Präsident oder Direktor von einem Dutzend regionaler Straßen- und Eisenbahnunternehmen und Mitglied im Vorstand verschiedener anderer Unternehmen, wie der Land Title Bank and Trust Company, der Electric Storage Battery Company oder der Portland Cement Company, die das Ritz-Carlton in Philadelphia gebaut hatte.
Widener setzte sich ferner aktiv für wohltätige Zwecke ein und interessierte sich sehr für Kunst. Als Kunstliebhaber hatte er den Posten eines Direktors der Pennsylvania Academy of the Fine Arts inne. Er war Mitglied verschiedener gesellschaftlicher Vereine wie des Philadelphia Country Club. Am 1. November 1883 heiratete er Eleanor Elkins (1862–1937), die Tochter von William L. Elkins, einem Geschäftspartner seines Vaters. Sie hatten drei Kinder: Harry Elkins Widener (1885–1912), George Dunton Widener, Jr. (1889–1971) und Eleanor Elkins Widener (1891–1953). Die Familie lebte in Lynnewood Hall, einem 110-Zimmer-Anwesen im georgianischen Stil in Elkins Park, Pennsylvania. Bei dem prominenten Architekten Horace Trumbauer gab Widener kurz vor seinem Tod zusätzlich ein 2800-Quadratmeter-Anwesen im neoklassizistischen Stil auf Aquidneck Island in Auftrag. Es sollte als Sommerresidenz dienen und fand sich zum Zeitpunkt von Wideners Tod noch in der Planungsphase.

## Tod
Im Frühjahr 1912 reiste George Widener in Begleitung seiner Frau und seines Sohnes Harry nach Paris, um dort einen Chefkoch für das neueröffnete Ritz-Carlton in Philadelphia zu finden. Für die Rückreise buchte die Familie eine Passage Erster Klasse auf der Titanic, dem bis dahin größten Schiff der Welt, das zu seiner Jungfernfahrt nach New York ablegte. Die Familie ging am 10. April 1912 in Southampton an Bord des Luxusdampfers und belegte die benachbarten Kabinen B-80 und B-82. Die Gruppe wurde von George Wideners englischem Dienstboten Edwin Keeping und Eleanor Wideners ostpreußischem Dienstmädchen Amalie Gieger begleitet.
Am Nachmittag des 14. April unterhielten sich George und Eleanor Widener auf dem Promenadendeck des Schiffs mit Bruce Ismay, dem Direktor der White Star Line, der die Titanic gehörte. Während des Gesprächs wurde Ismay durch Kapitän Edward Smith eine Eisbergwarnung zugesteckt, welche Ismay kommentarlos in seine Jackentasche steckte. Am Abend desselben Tages gaben die Wideners im Ritz-Carlton-Restaurant der Titanic ein Abendessen zu Ehren von Kapitän Smith. Zu den anwesenden Gästen zählten Bruce Ismay, Präsident William Tafts Militärberater Archibald Butt, der Washingtoner Börsenmakler und Pferdezüchter Clarence Moore sowie die Ehepaare John B. Thayer und William E. Carter. Nachdem sich die Frauen in ihre Kabinen zurückgezogen hatten, begaben sich die Herren der Runde in den Rauchsalon der Ersten Klasse auf dem A-Deck. Dort waren sie noch immer, als die Titanic um 23.40 Uhr mit dem Eisberg kollidierte.
George und Harry Widener brachten Eleanor zum Rettungsboot Nr. 4 auf der Steuerbordseite. In der Gruppe von Passagieren, die darauf wartete, in das Boot einsteigen zu können, waren auch die Familien Astor, Thayer, Carter und Ryerson. Dieses Rettungsboot wurde nach einigen Schwierigkeiten erst um 01.55 Uhr zu Wasser gelassen, mehr als zwei Stunden nach der Kollision und 25 Minuten vor dem  Untergang. Es war das vorletzte Boot, das die Titanic vor dem Untergang verließ. Der Passagier Archibald Gracie sah George Widener mit John B. Thayer in eine tiefe Diskussion versunken an der Reling stehend. Zu ihnen gesellte sich in der letzten Minute der Anwalt Charles Duane Williams, Vater von Richard Williams.
Alle drei Männer sowie Harry Widener und der Butler Edwin Keeping kamen bei dem Untergang ums Leben. Eleanor Widener und Amalie Gieger überlebten in Rettungsboot Nr. 4 und wurden zusammen mit den anderen Überlebenden an Bord der Carpathia nach New York gebracht. Die Leichen von George und Harry Widener wurden nie gefunden. In der St. Pauls-Kirche in Elkins Park fand der Trauergottesdienst für die beiden Männer statt. Die Kirche wurde 1912/13 durch finanzielle Unterstützung Eleanor Wideners renoviert. In diesem Zuge wurden zwei Fenster aus Tiffany-Glas eingebaut, die an George und Harry Widener erinnern sollen. Nach Harry Widener wurde zudem die zur Harvard University gehörende Harry Elkins Widener Memorial Library benannt.